# Liste d'écrivains champenois
La liste d'écrivains champenois énumère des écrivains nés en Champagne ou y ayant vécu, ainsi que les écrivains dont les écrits furent rédigés en champenois.

## Nés auXIIesiècle
| Nom                       | Né(e)      | Né(e) à   | Mort(e) en | Mort(e) à | Langue(s) d'expression      | Genre(s)         |
| ------------------------- | ---------- | --------- | ---------- | --------- | --------------------------- | ---------------- |
| Chrétien de Troyes        | Vers 1130  | Troyes    | 1180-1190  | ?         | Ancien français             | Roman, Chanson   |
| Geoffroi de Villehardouin | 1148       | Aube      | 1213       | ?         | Ancien français, Champenois | Chronique        |
| Guiot de Provins          | Vers 1150  | Provins   | Après 1208 | ?         | Ancien français             | Poésie, Chanson  |
| Gace Brulé                | Après 1160 | Champagne | Après 1213 | ?         | Ancien français, Champenois | Chanson, Poésie  |
| Huon de Villeneuve        | 11??       | Champagne | 12??       | ?         | Ancien français, Champenois | Chanson de geste |
| Bertrand de Bar-sur-Aube  | 11??       | Champagne | 12??       | ?         | Ancien français, Champenois | Poésie           |

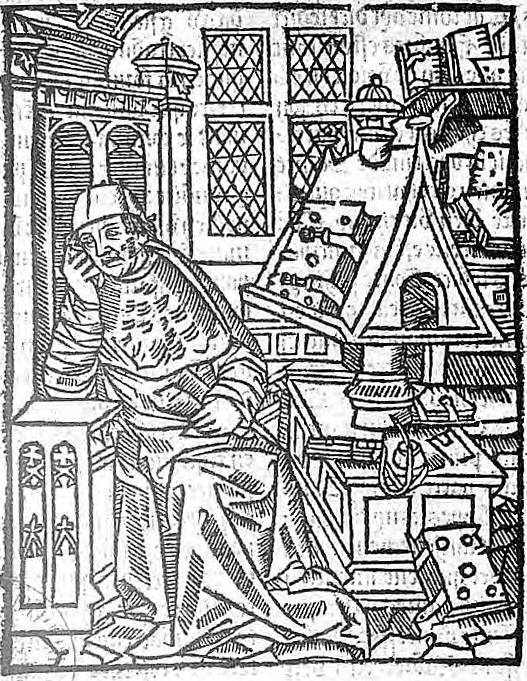
Chrétien de Troyes
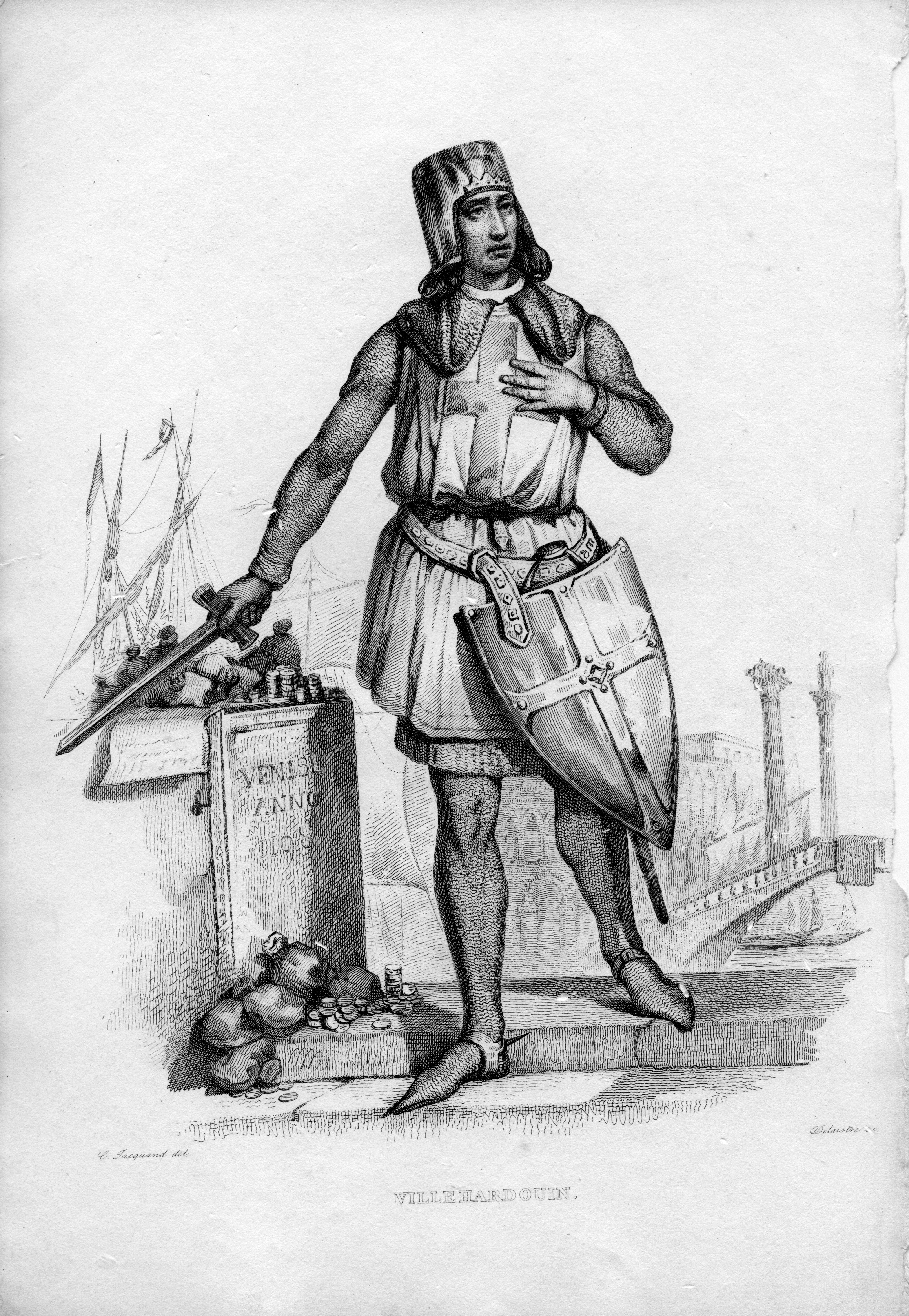
Geoffroi de Villehardouin

## Nés auXIIIesiècle
| Nom                  | Né(e)     | Né(e) à   | Mort(e) en | Mort(e) à | Langue(s) d'expression | Genre(s)         |
| -------------------- | --------- | --------- | ---------- | --------- | ---------------------- | ---------------- |
| Thibaut de Champagne | 1201      | Troyes    | 1253       | Pampelune | Ancien français        | Chanson, Poésie  |
| Robert de Sorbon     | 1201      | Sorbon    | 1274       | Paris     | Latin                  | Théologie        |
| Colin Muset          | Vers 1210 | Lorraine  | 12??       | ?         | Ancien français        | Chanson, Poésie  |
| Jean de Joinville    | Vers 1224 | Joinville | 1317       | Joinville | Ancien français        | Biographie       |
| Rutebeuf             | 1245      | Champagne | 1285       | ?         | Ancien français        | Chanson, Fabliau |

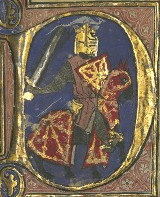
Thibaut de Champagne
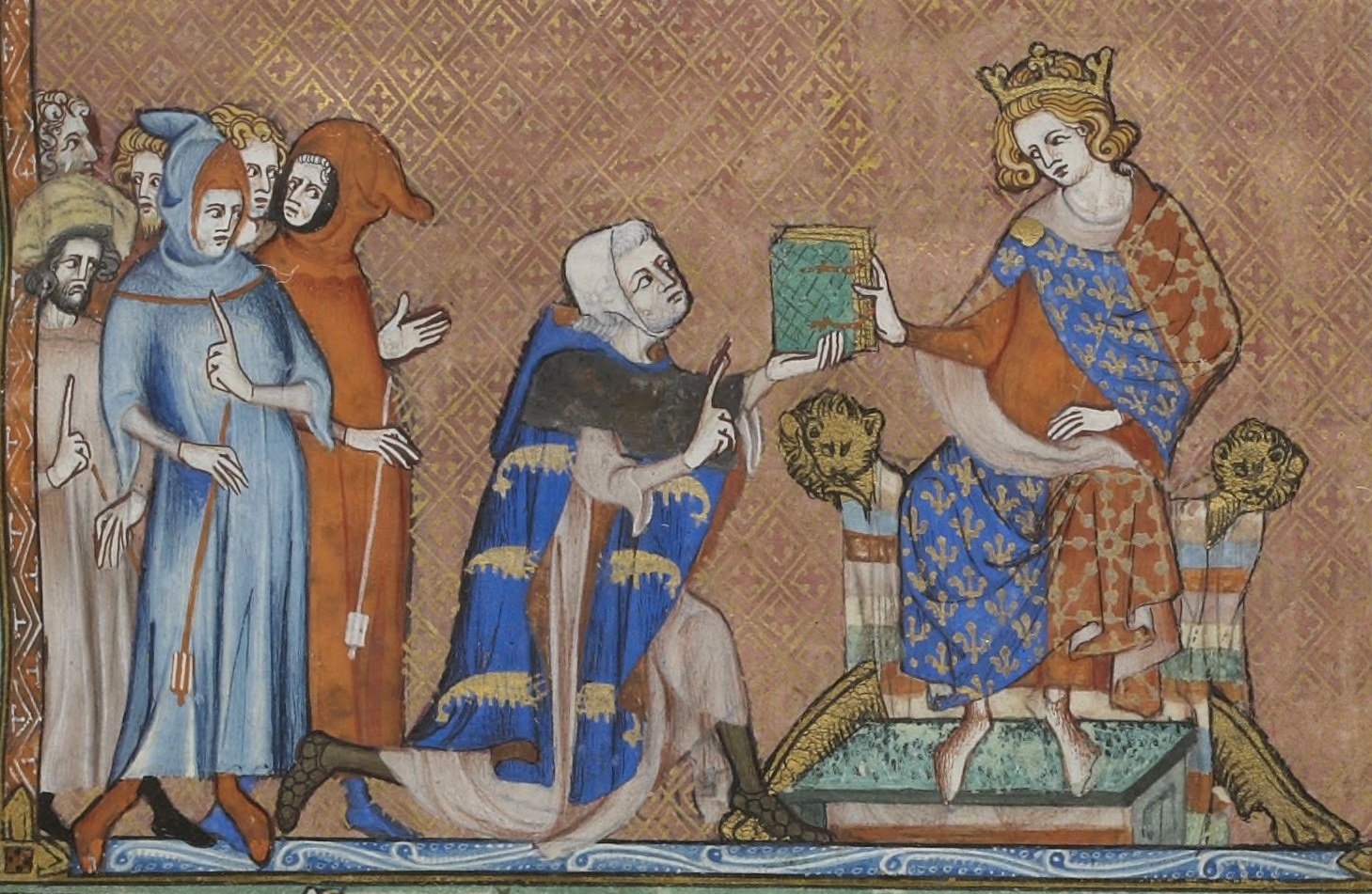
Jean de Joinville

## Nés auXIVesiècle
| Nom                         | Né(e)     | Né(e) à | Mort(e) en | Mort(e) à | Langue(s) d'expression | Genre(s)               |
| --------------------------- | --------- | ------- | ---------- | --------- | ---------------------- | ---------------------- |
| Guillaume de Machaut        | Vers 1300 | Rémois  | 1377       | Reims     | Ancien français        | Chanson, Roman, Poésie |
| Eustache Deschamps          | 1340      | Vertus  | 1406       | ?         | Ancien français        | Chanson, Poésie        |
| Nicolas de Baye             | 1364      | Baye    | 1419       | ?         | Moyen français         | Chronique              |
| Jean II Jouvenel des Ursins | 1388      | Reims   | 1473       | Paris     | Ancien français        | Chronique              |

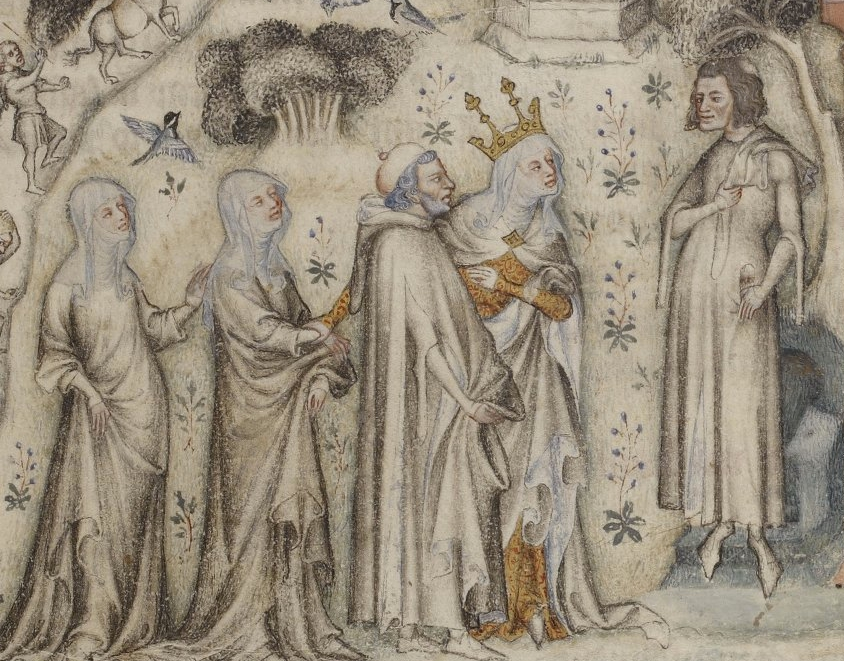
Guillaume de Machaut
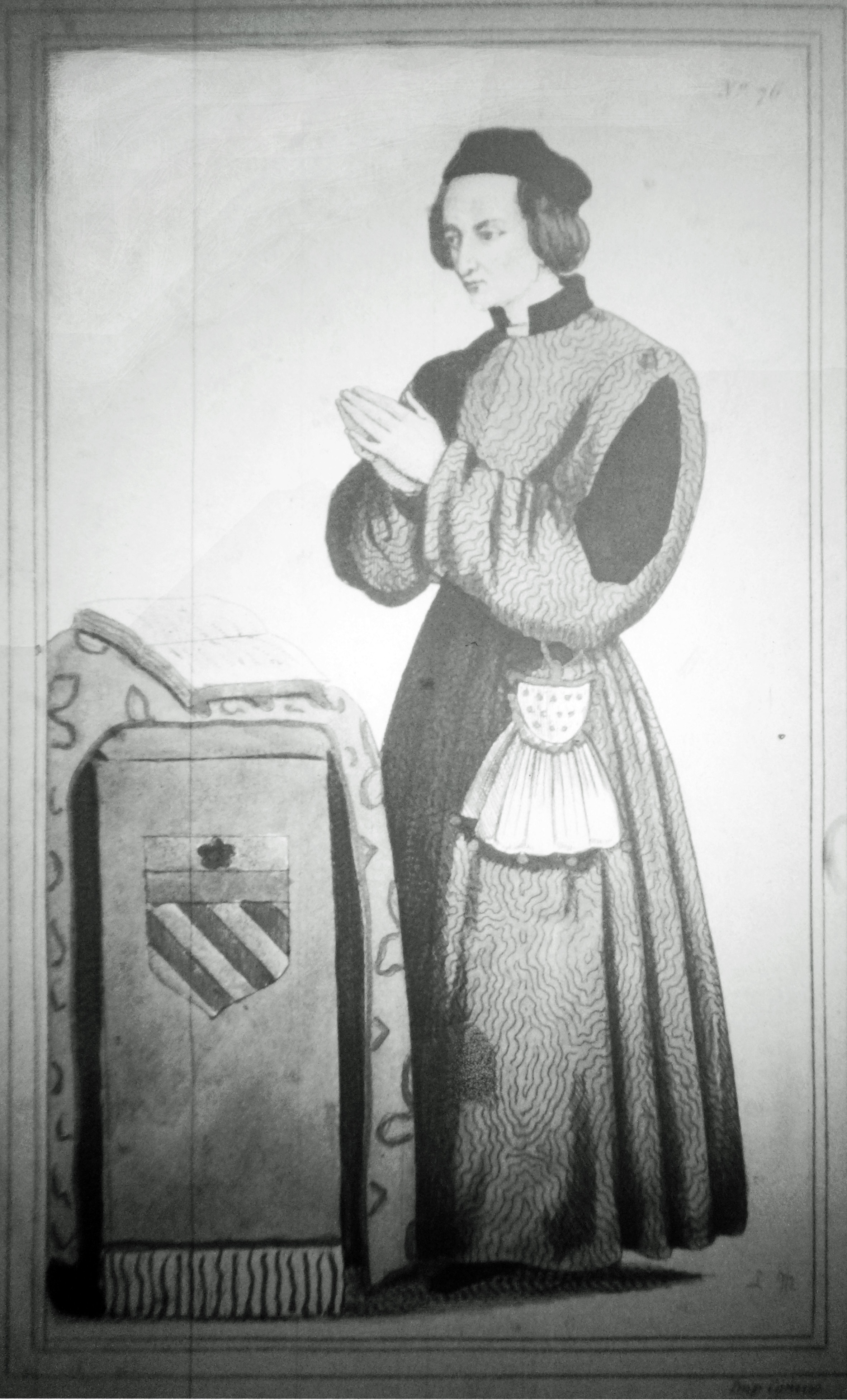
Jean II Jouvenel des Ursins

## Nés auXVIesiècle
| Nom           | Né(e) | Né(e) à | Mort(e) en | Mort(e) à | Langue(s) d'expression | Genre(s) |
| ------------- | ----- | ------- | ---------- | --------- | ---------------------- | -------- |
| Jean Passerat | 1534  | Troyes  | 1602       | Paris     | Français               | Poésie   |

## Nés auXVIIesiècle
| Nom                              | Né(e) | Né(e) à         | Mort(e) en | Mort(e) à | Langue(s) d'expression | Genre(s)               |
| -------------------------------- | ----- | --------------- | ---------- | --------- | ---------------------- | ---------------------- |
| Cardinal de Retz                 | 1613  | Montmirail      | 1679       | Paris     | Français               | Mémoires               |
| Jean de la Fontaine              | 1621  | Château-Thierry | 1695       | Paris     | Français               | Fable, Conte, Nouvelle |
| Jacques-Bénigne Bossuet          | 1627  | Dijon           | 1704       | Paris     | Français               | Oraison                |
| Edme Boursault                   | 1638  | Mussy-sur-Seine | 1701       | Montluçon | Français               | Roman, Théâtre         |
| Antoinette-Thérèse Des Houlières | 1659  | Rocroi          | 1718       | Paris     | Français               | Théâtre, Poésie        |

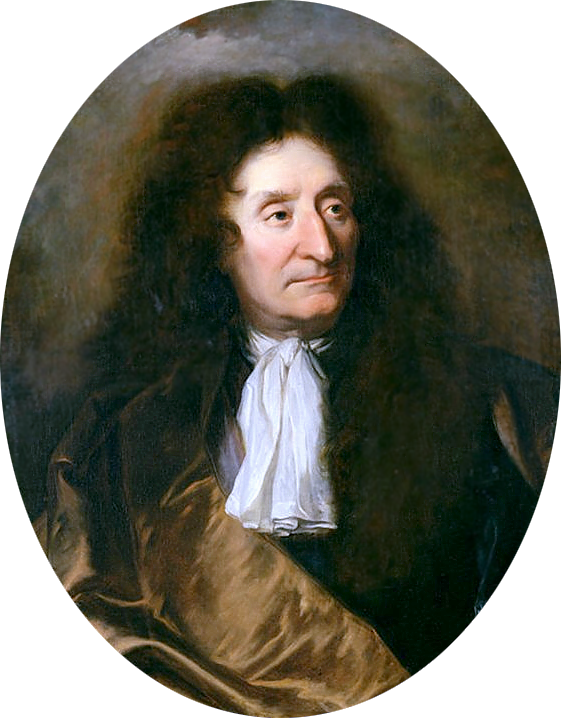
Jean de La Fontaine
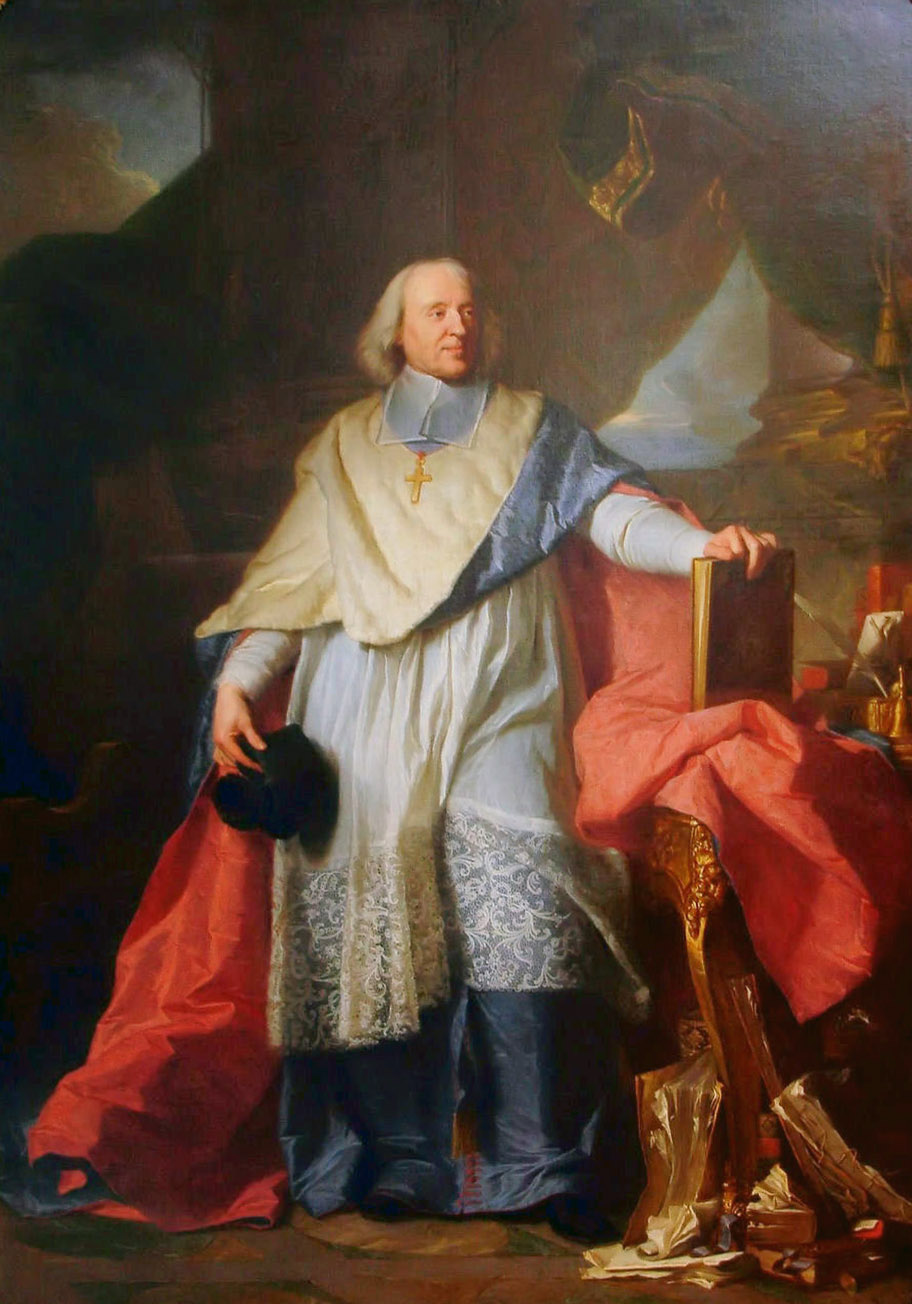
Bossuet
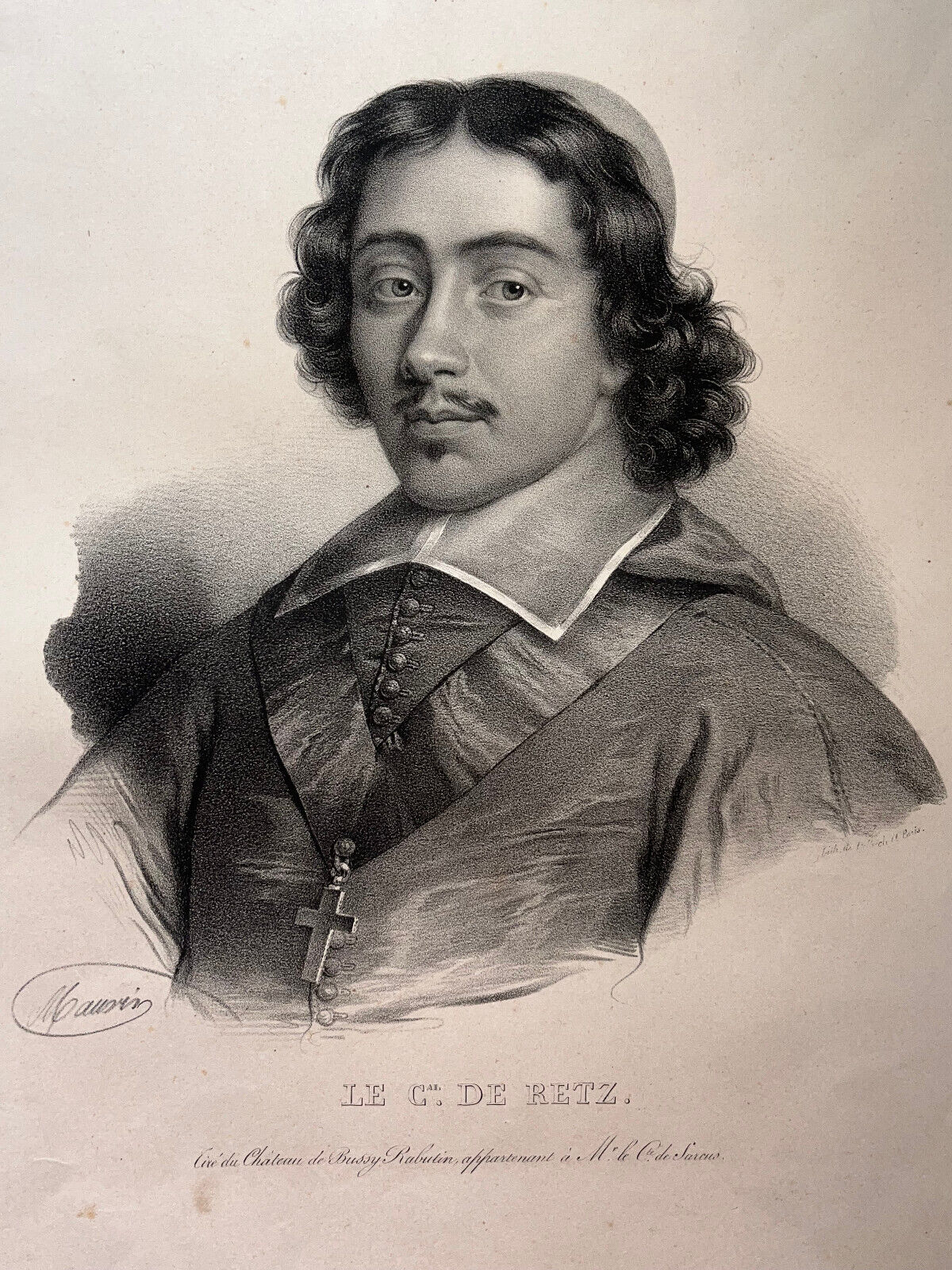
Cardinal de Retz
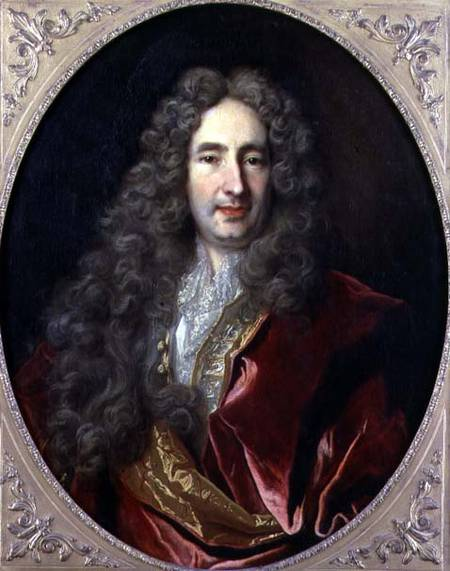
Edme Boursault

## Nés auXVIIIesiècle

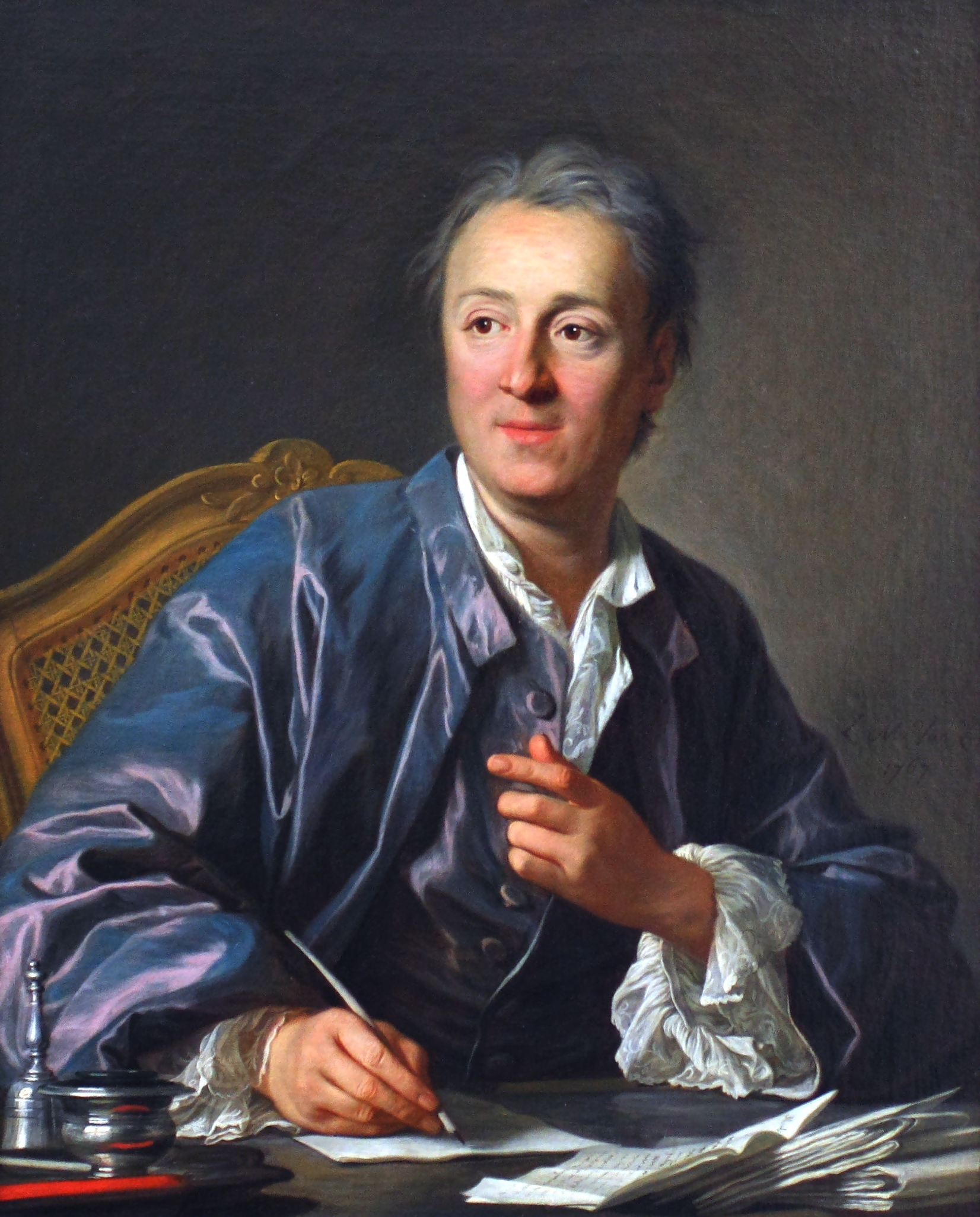
Denis Diderot

| Nom                 | Né(e) | Né(e) à | Mort(e) en | Mort(e) à | Langue(s) d'expression | Genre(s)                                        |
| ------------------- | ----- | ------- | ---------- | --------- | ---------------------- | ----------------------------------------------- |
| Denis Diderot       | 1713  | Langres | 1784       | Paris     | Français               | Roman, Théâtre, Essai, Dialogue, Correspondance |
| Pierre-Jean Grosley | 1718  | Troyes  | 1785       | Troyes    | Français               | Biographie, Essai                               |
| Fiacre Bouillon     | 1765  | Rocroi  | 1795       | Ardennes  | Français               | Poésie                                          |

- Denis Diderot

## Nés auXIXesiècle
| Nom               | Né(e) | Né(e) à              | Mort(e) en | Mort(e) à                 | Langue(s) d'expression | Genre(s)                 |
| ----------------- | ----- | -------------------- | ---------- | ------------------------- | ---------------------- | ------------------------ |
| Hippolyte Taine   | 1828  | Vouziers             | 1893       | Paris                     | Français               | Essai                    |
| Louise Michel     | 1830  | Vroncourt-la-Côte    | 1905       | Marseille                 | Français               | Essai                    |
| Arthur Rimbaud    | 1854  | Charleville-Mézières | 1891       | Marseille                 | Français               | Poésie                   |
| Émile Coué        | 1857  | Troyes               | 1926       | Nancy                     | Français               | Publication scientifique |
| Paul Claudel      | 1868  | Villeneuve-sur-Fère  | 1955       | Paris                     | Français               | Théâtre, Poésie          |
| Paul Fort         | 1872  | Reims                | 1960       | Montlhéry                 | Français               | Poésie                   |
| Maurice Renard    | 1875  | Châlons-en-Champagne | 1939       | Rochefort-sur-Mer         | Français               | Roman                    |
| Gaston Bachelard  | 1884  | Bar-sur-Aube         | 1962       | Paris                     | Français               | Essai                    |
| Charles de Gaulle | 1890  | Lille                | 1970       | Colombey-les-Deux-Églises | Français               | Mémoires, Discours       |

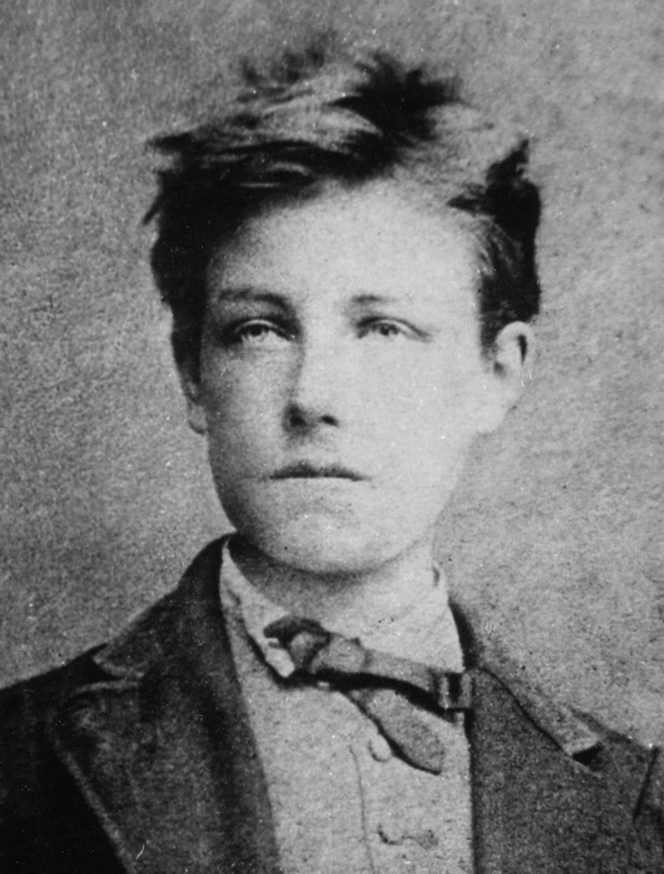
Arthur Rimbaud
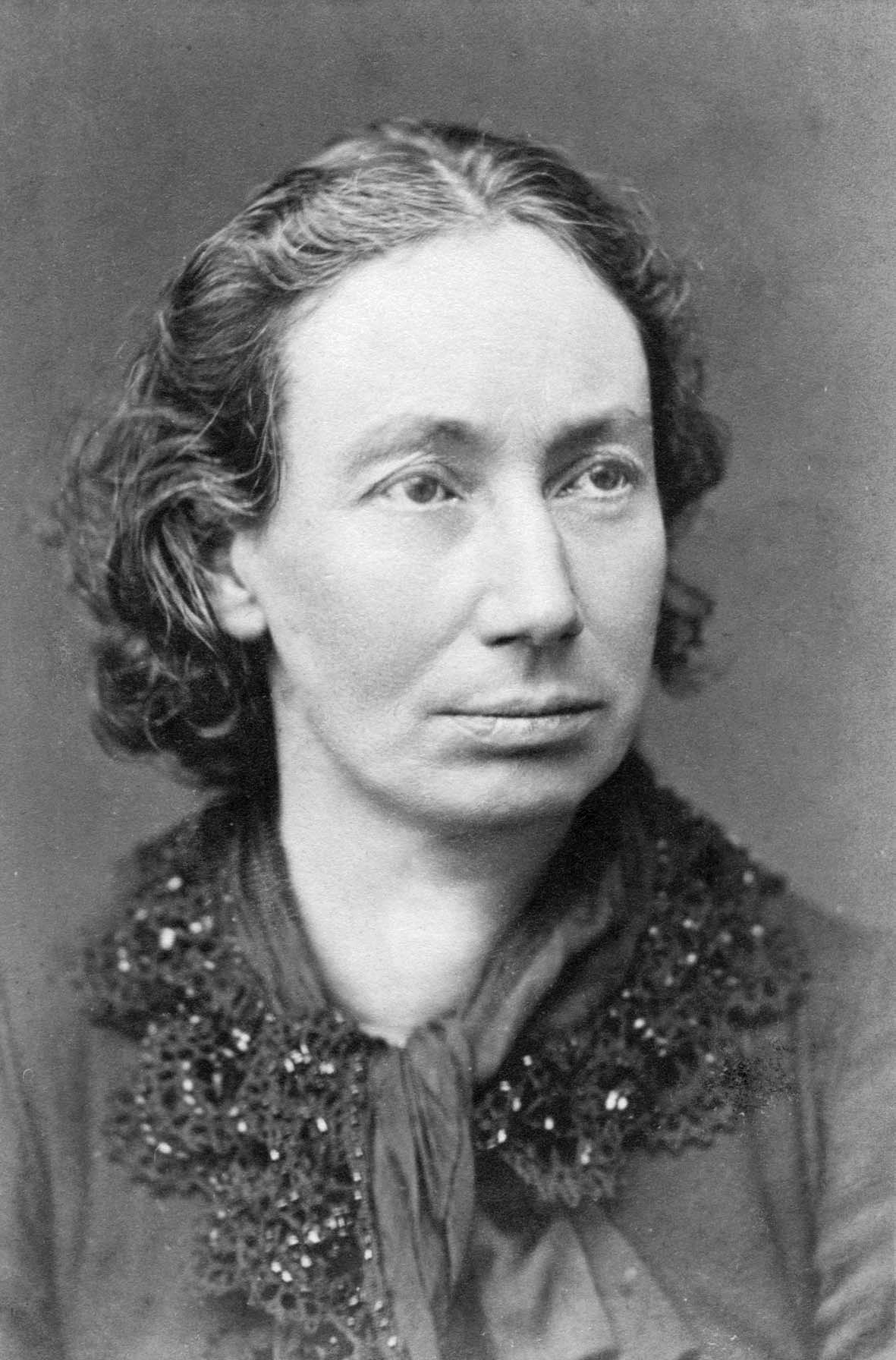
Louise Michel
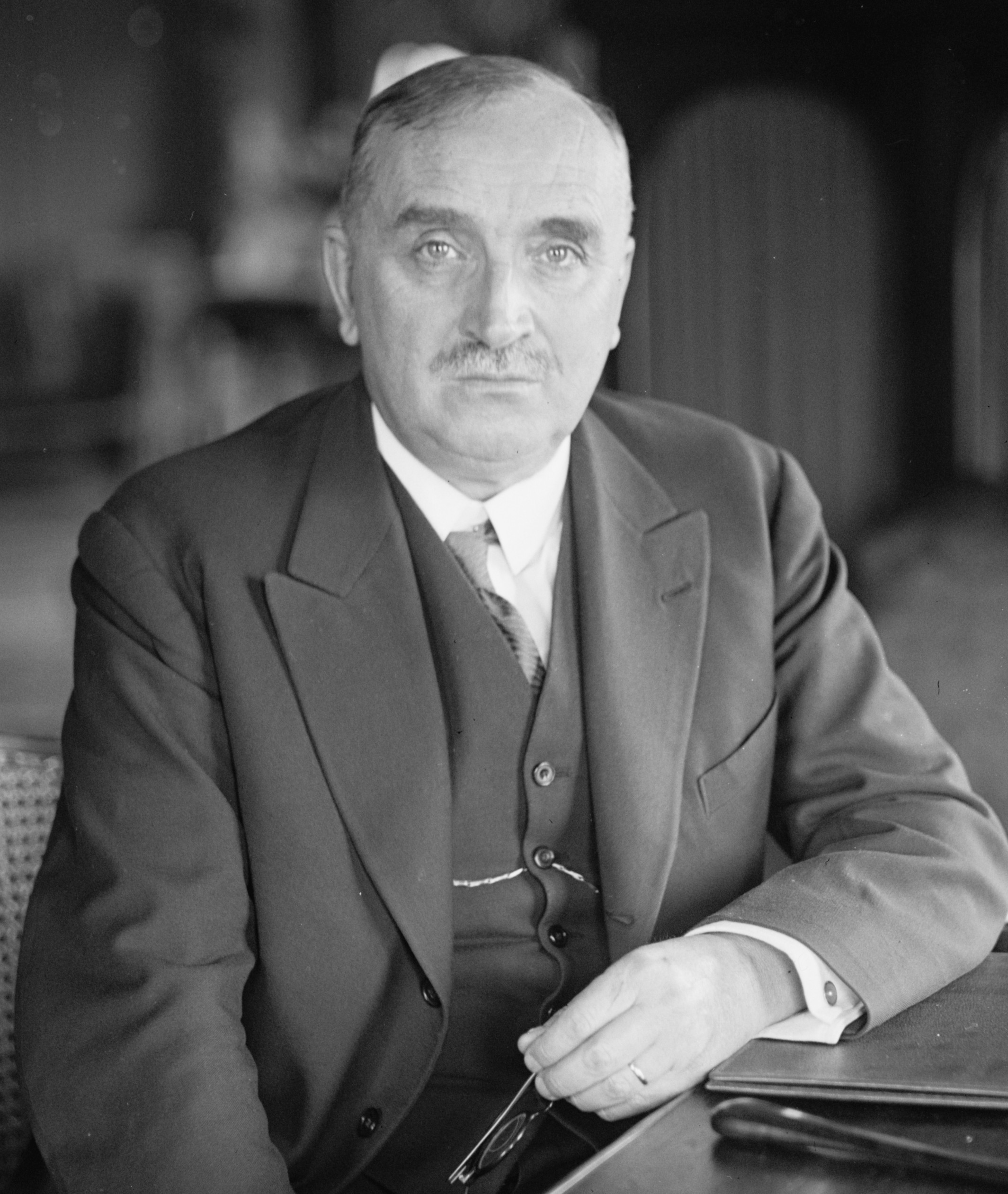
Paul Claudel
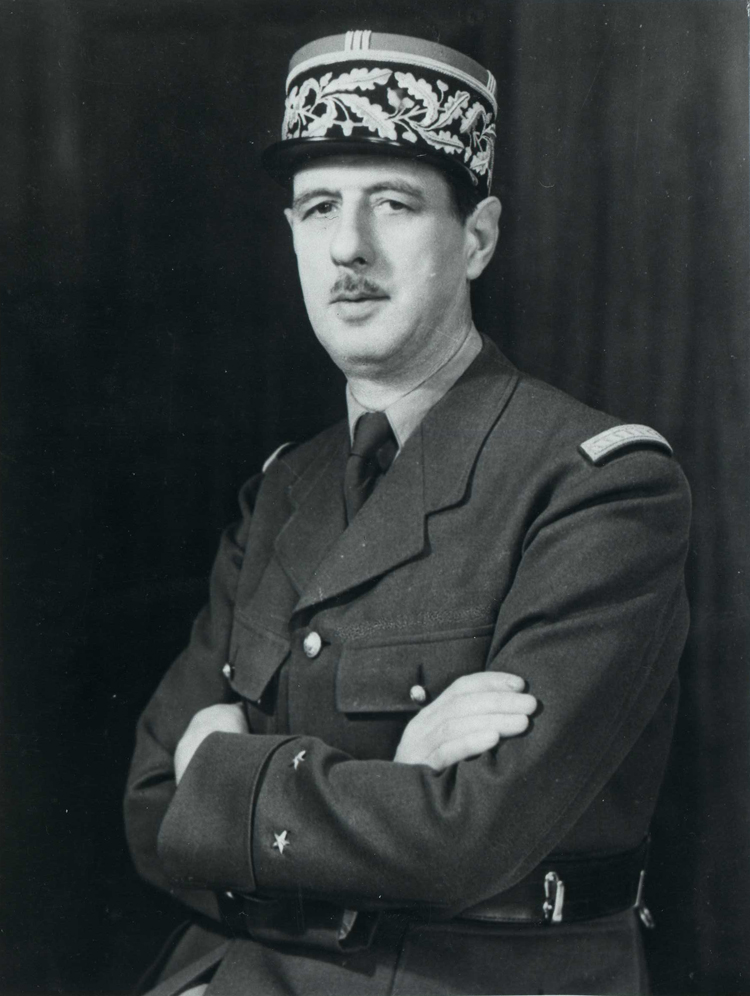
Charles de Gaulle

## Nés auXXesiècle
| Nom                    | Né(e) | Né(e) à     | Mort(e) en | Mort(e) à          | Langue(s) d'expression | Genre(s)              |
| ---------------------- | ----- | ----------- | ---------- | ------------------ | ---------------------- | --------------------- |
| André Dhôtel           | 1900  | Attigny     | 1991       | Paris              | Français               | Roman, Poésie         |
| René Daumal            | 1908  | Boulzicourt | 1944       | Paris              | Français               | Poésie, Théâtre       |
| Roger Caillois         | 1913  | Reims       | 1978       | Le Kremlin-Bicêtre | Français               | Essai                 |
| Patrick Poivre d'Arvor | 1946  | Reims       |            |                    | Français               | Roman, Autobiographie |